# Waldo Von Erich
Walter Paul Sieber (Toronto, 2 oktober 1933 - Kitchener (Ontario), 5 juli 2009) was een Canadees professioneel worstelaar die vooral bekend was van zijn ringnaam Waldo Von Erich, maar was niet verwant met de Von Erich-worstelfamilie.
Sieber was vooral bekend in de jaren 70 toen hij voor de World Wide Wrestling Federation (WWWF) worstelde als Waldo Von Erich en won daar een keer het WWWF United States Tag Team Championship.

## In het worstelen
- Finishers
  - Blitzkrieg Dive
  - Iron Claw
  - Prussian Slide

## Prestaties
- Mid-Atlantic Championship Wrestling
  - NWA Southern Tag Team Championship (Mid-Atlantic version; 1 keer: met Fritz Von Erich)

- NWA Big Time Wrestling
  - NWA American Tag Team Championship (1 keer: met Fritz Von Erich)
  - NWA Brass Knuckles Championship (Texas version; 2 keer)
  - NWA Texas Heavyweight Championship (1 keer)

- NWA Tri-State
  - NWA North American Heavyweight Championship (Tri-State version; 1 keer)
  - NWA United States Tag Team Championship (Tri-State version; 1 keer: met Karl Von Brauner)

- National Wrestling Federation
  - NWF North American Heavyweight Championship (1 keer)
  - NWF World Heavyweight Championship (2 keer)

- Stampede Wrestling
  - NWA Canadian Heavyweight Championship (Calgary version; 1 keer)
  - Stampede Wrestling Hall of Fame

- World Championship Wrestling (Australia)
  - IWA World Tag Team Championship (2 keer: met The Spoiler)
  - NWA Austra-Asian Heavyweight Championship (1 keer)
  - NWA Austra-Asian Tag Team Championship (1 keer: met Hiro Tojo)

- World Wide Wrestling Federation
  - WWWF United States Tag Team Championship (1 keer: met Gene Kiniski)